# Isla Craig
Isla Craig (en inglés: Craig Island) es una isla en la República de Trinidad y Tobago. Es una de las llamadas "Cinco Islas" ("The Five Islands" o también llamadas Islas Las Cotorras ) un grupo de seis pequeñas islas situadas al oeste de Puerto España, en el golfo de Paria. Isla Craig está conectada a la isla de Caledonia por una pequeña calzada. Administrativamente forma parte de la Región Corporativa de Diego Martín al noroeste de ese país caribeño. Al oeste de la isla se encuentra la isla de Lenagan, al norte Caledonia y al este Pelican (o pelicano).